# Nepenthes campanulata
Nepenthes campanulata is een vleesetende bekerplant uit de familie Nepenthaceae, die endemisch is op Borneo. De soortaanduiding campanulata is Latijn voor 'klokvormig'. Er zijn geen natuurlijke hybriden bekend. Ook zijn er geen variëteiten of andere infraspecifieke taxa beschreven.

## Beschrijving
Nepenthes campanulata heeft een klimmende stengel met een lengte van 20 tot 50 centimeter. De plant verspreidt zich middels ondergrondse uitlopers. Een volwassen exemplaar vormt gewoonlijk dichte groepen stengels met een groot aantal groeipunten. Alle plantdelen zijn onbehaard.
De bladeren van Nepenthes campanulata worden maximaal 12 centimeter lang en 2 centimeter breed. De ranken die de bladeren met de vangbekers verbinden zijn zeer stijf en zijn zelden langer dan 4 centimeter.
In tegenstelling tot de meeste andere Nepenthes-soorten produceert N. campanulata slechts één type vangbekers, welke in morfologie overeenkomt met een bovenbeker. De beker is klokvormig, geelgroen en wordt maximaal 10 centimeter hoog en 5,5 centimeter in doorsnede. De binnenzijde is alleen op de onderste kwart bedekt met verteringsklieren. Het peristoom (bekerrand) is sterk gereduceerd en mist de kleine tandjes die bij de meeste soorten aan de binnenzijde zitten.

## Verspreiding
De soort is endemisch op Borneo en is alleen bekend van kalksteenrotsen in het nationaal park Gunung Mulu in Sarawak. Hier groeit hij als lithofyt op het kalksteen, op een hoogte van 100 tot 300 meter boven zeeniveau.

## Botanische geschiedenis

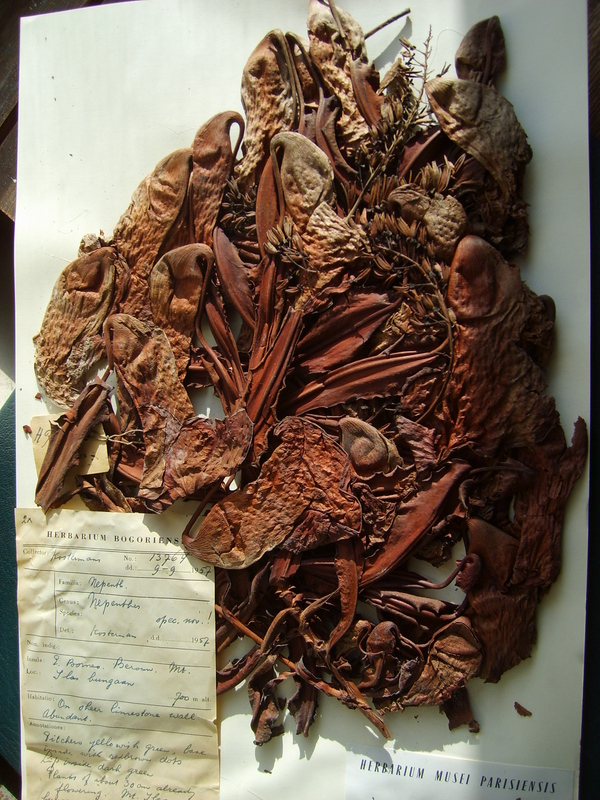
Typespecimen uit 1957

De eerste specimina van Nepenthes campanulata werden in 1957 door André Joseph Guillaume Henri Kostermans verzameld op de berg Ilas Bungaan in Oost-Kalimantan. De botanisch naam werd in 1973 gepubliceerd door Shigeo Kurata. Hij beschreef haar op basis van een herbariumspecimen. In 1983 vernietigde een bosbrand de populatie op de Ilas Bungaan. Eind 1991 of begin 1992 verdwenen ook de overige bekende populaties.
Nepenthes campanulata werd als een uitgestorven soort beschouwd tot hij in 1997 werd herontdekt door Ch'ien Lee. Hij trof de plant in het nationaal park Gunung Mulu, meer dan 400 kilometer van de typelocatie vandaan. De plant is ook gerapporteerd op Palawan, een eiland van de Filipijnen. Aanvullend veldwerk moet uitwijzen of het werkelijk om N. campanulata gaat.
... · 
N. alata · 
N. albomarginata · 
N. ampullaria · 
N. argentii · 
N. aristolochioides · 
N. attenboroughii · 
N. bicalcarata · 
N. bokorensis · 
N. bongso · 
N. boschiana · 
N. burkei · 
N. campanulata · 
N. chaniana · 
N. danseri · 
N. deaniana · 
N. densiflora · 
N. diatas · 
N. distillatoria · 
N. edwardsiana · 
N. ephippiata · 
N. gracilis · 
N. gymnamphora · 
N. hirsuta · 
N. inermis · 
N. insignis · 
N. jamban · 
N. khasiana · 
N. lamii · 
N. leyte · 
N. lingulata · 
N. lowii · 
N. macfarlanei · 
N. macrophylla · 
N. madagascariensis · 
N. masoalensis · 
N. maxima · 
N. mirabilis · 
N. monticola · 
N. northiana · 
N. ovata · 
N. peltata · 
N. pervillei · 
N. pitopangii · 
N. rafflesiana · 
N. rajah ·
N. rhombicaulis · 
N. rosea ·
N. sanguinea · 
N. sibuyanensis · 
N. spathulata · 
N. tenax · 
N. tenuis · 
N. veitchii ·
N. ventricosa ·
N. vieillardii ·
N. villosa · 
...